# No Exit (album)
Pour les articles homonymes, voir No Exit.
Ne doit pas être confondu avec Exit (album) ou Last Exit (album).
Albums de Blondie
Atomic: The Very Best of Blondie
(1998) Greatest Hits
(2002)
Singles
1. Maria
Sortie : 1er février 1999
2. Nothing Is Real but the Girl
Sortie : 1er juin 1999
(Royaume-Uni uniquement)
3. No Exit
Sortie : 2 octobre 1999
(Europe uniquement)

No Exit est le septième album studio du groupe américain Blondie, sorti le 23 février 1999. 
L'album est sorti 17 ans après le précédent, The Hunter.

## Liste des titres
| No  | Titre                                                          | Auteur                                                   | Durée |
| --- | -------------------------------------------------------------- | -------------------------------------------------------- | ----- |
| 1.  | Screaming Skin                                                 | Deborah Harry, Romy Ashby, Chris Stein, Leigh Foxx       | 5:35  |
| 2.  | Forgive and Forget                                             | Stein                                                    | 4:31  |
| 3.  | Maria                                                          | Jimmy Destri                                             | 4:51  |
| 4.  | No Exit (featuring Coolio, Mobb Deep, Inspectah Deck et U-God) | Destri, Harry, Ashby, Artis Leon Ivey Jr., Stein         | 4:51  |
| 5.  | Double Take                                                    | Harry, Stein                                             | 4:12  |
| 6.  | Nothing Is Real but the Girl                                   | Destri                                                   | 3:13  |
| 7.  | Boom Boom in the Zoom Zoom Room                                | Harry, Ashby, Clem Burke, Kathy Valentine, Denny Freeman | 4:08  |
| 8.  | Night Wind Sent                                                | Harry, Ashby, Foxx, Stein                                | 4:40  |
| 9.  | Under the Gun (for Jeffrey Lee Pierce)                         | Stein                                                    | 4:09  |
| 10. | Out in the Streets                                             | Ellie Greenwich, Jeff Barry                              | 3:03  |
| 11. | Happy Dog (for Caggy)                                          | Harry, Ashby, Stein                                      | 3:24  |
| 12. | The Dream's Lost on Me                                         | Ashby, Stein, Harry                                      | 3:19  |
| 13. | Divine                                                         | Burke, Valentine                                         | 4:14  |
| 14. | Dig up the Conjo                                               | Destri, Stein, Harry                                     | 4:55  |

| 15. | Dreaming (Live) | Harry, Stein           | 3:22 |
| 16. | Call Me (Live)  | Giorgio Moroder, Harry | 4:47 |
| 17. | Rapture (Live)  | Harry, Stein           | 7:07 |

| 15. | Call Me (Live)        | Moroder, Harry | 4:47 |
| 16. | Rapture (Live)        | Harry, Stein   | 7:07 |
| 17. | Heart of Glass (Live) | Harry, Stein   | 6:49 |

| 1. | Call Me (Live)        | Moroder, Harry | 4:47 |
| 2. | Rapture (Live)        | Harry, Stein   | 7:07 |
| 3. | Dreaming (Live)       | Harry, Stein   | 3:21 |
| 4. | Heart of Glass (Live) | Harry, Stein   | 6:49 |

| 15. | Hot Shot | Andrew Kahn, Kurt Borusiewicz | 3:46 |

| 15. | Hot Shot              | Kahn, Borusiewicz, | 3:46 |
| 16. | Rapture (Live)        | Harry, Stein       | 7:07 |
| 17. | Heart of Glass (Live) | Harry, Stein       | 6:49 |

## Musiciens
| - Chris Stein : guitare, basse - Deborah Harry : chant - Clem Burke : batterie - James Destri : synthétiseurs | - Leigh Foxx : basse - Paul Carbonara : guitare |

## Classement
| Année | Pays        | Position |
| ----- | ----------- | -------- |
| 1999  | Allemagne   | #18      |
| 1999  | Australie   | #72      |
| 1999  | Autriche    | #20      |
| 1999  | États-Unis  | #18      |
| 1999  | France      | #25      |
| 1999  | Pays-Bas    | #80      |
| 1999  | Royaume-Uni | #3       |
| 1999  | Suède       | #36      |
| 1999  | Suisse      | #21      |